# بوكوبا
بوكوبا هي مدينة في شمال غرب جمهورية تنزانيا المتحدة تقع على الشواطئ الجنوبية الغربية لبحيرة فيكتوريا وهي عاصمة منطقة كاجيرا والمقر الإداري لمنطقة بوكوبا الحضرية، يبلغ عدد سكانها 128796 (تعداد 2012) . يخدم المدينة مطار بوكوبا وهناك أيضا العبارات البحرية المنتظمة التي تنقل الركاب من وإلى موانزا ، بالإضافة إلى شبكة الطرق التي توصل ركاب السيارات إلى منطقة راكاي في أوغندا من أجل السفر عبر الحدود مع وجود خطط جارية لبناء سكك حديدية معيارية .

## المناخ
يظهر الجدول التالي التغييرات المناخية على مدار السنة لبوكوبا:
| البيانات المناخية لـبوكوبا         | البيانات المناخية لـبوكوبا | البيانات المناخية لـبوكوبا | البيانات المناخية لـبوكوبا | البيانات المناخية لـبوكوبا | البيانات المناخية لـبوكوبا | البيانات المناخية لـبوكوبا | البيانات المناخية لـبوكوبا | البيانات المناخية لـبوكوبا | البيانات المناخية لـبوكوبا | البيانات المناخية لـبوكوبا | البيانات المناخية لـبوكوبا | البيانات المناخية لـبوكوبا | البيانات المناخية لـبوكوبا |
| الشهر                              | يناير                      | فبراير                     | مارس                       | أبريل                      | مايو                       | يونيو                      | يوليو                      | أغسطس                      | سبتمبر                     | أكتوبر                     | نوفمبر                     | ديسمبر                     | المعدل السنوي              |
| ---------------------------------- | -------------------------- | -------------------------- | -------------------------- | -------------------------- | -------------------------- | -------------------------- | -------------------------- | -------------------------- | -------------------------- | -------------------------- | -------------------------- | -------------------------- | -------------------------- |
| الدرجة القصوى °م (°ف)              | 30.6 (87.1)                | 31.0 (87.8)                | 31.4 (88.5)                | 31.1 (88.0)                | 30.1 (86.2)                | 31.1 (88.0)                | 30.6 (87.1)                | 28.9 (84.0)                | 30.0 (86.0)                | 29.6 (85.3)                | 30.2 (86.4)                | 30.3 (86.5)                | 31.4 (88.5)                |
| متوسط درجة الحرارة الكبرى °م (°ف)  | 26.5 (79.7)                | 26.6 (79.9)                | 26.2 (79.2)                | 25.8 (78.4)                | 25.6 (78.1)                | 25.7 (78.3)                | 25.4 (77.7)                | 25.5 (77.9)                | 25.9 (78.6)                | 26.5 (79.7)                | 26.2 (79.2)                | 26.3 (79.3)                | 26.0 (78.8)                |
| المتوسط اليومي °م (°ف)             | 21.3 (70.3)                | 21.4 (70.5)                | 21.3 (70.3)                | 21.3 (70.3)                | 21.2 (70.2)                | 20.8 (69.4)                | 20.3 (68.5)                | 20.4 (68.7)                | 20.8 (69.4)                | 21.3 (70.3)                | 20.9 (69.6)                | 20.6 (69.1)                | 20.9 (69.6)                |
| متوسط درجة الحرارة الصغرى °م (°ف)  | 16.1 (61.0)                | 16.2 (61.2)                | 16.3 (61.3)                | 16.8 (62.2)                | 16.7 (62.1)                | 15.9 (60.6)                | 15.2 (59.4)                | 15.5 (59.9)                | 15.7 (60.3)                | 16.2 (61.2)                | 15.5 (59.9)                | 15.0 (59.0)                | 15.9 (60.6)                |
| أدنى درجة حرارة °م (°ف)            | 11.1 (52.0)                | 11.7 (53.1)                | 10.6 (51.1)                | 10.6 (51.1)                | 10.0 (50.0)                | 12.2 (54.0)                | 10.6 (51.1)                | 10.0 (50.0)                | 10.9 (51.6)                | 10.6 (51.1)                | 11.1 (52.0)                | 12.8 (55.0)                | 10.0 (50.0)                |
| الهطول مم (إنش)                    | 154 (6.1)                  | 173 (6.8)                  | 253 (10.0)                 | 367 (14.4)                 | 304 (12.0)                 | 84 (3.3)                   | 51 (2.0)                   | 71 (2.8)                   | 98 (3.9)                   | 170 (6.7)                  | 209 (8.2)                  | 208 (8.2)                  | 2٬144 (84.4)               |
| متوسط أيام هطول الأمطار (≥ 1.0 mm) | 13                         | 13                         | 18                         | 20                         | 17                         | 6                          | 5                          | 8                          | 10                         | 15                         | 18                         | 16                         | 158                        |
| متوسط الرطوبة النسبية (%)          | 79                         | 79                         | 79                         | 80                         | 80                         | 77                         | 75                         | 78                         | 78                         | 77                         | 79                         | 78                         | 78                         |
| المصدر: الأرصاد الجوية الألمانية   |                            |                            |                            |                            |                            |                            |                            |                            |                            |                            |                            |                            |                            |

## أعلام
- ويندي فرازير